# Amphisbaena (rodzaj)
Amphisbaena – rodzaj amfisben z rodziny Amphisbaenidae.

## Zasięg występowania
Rodzaj obejmuje gatunki występujące na Kubie, Haiti, Portoryko, Wyspach Dziewiczych Stanów Zjednoczonych, Brytyjskich Wyspach Dziewiczych, Trynidadzie, w Panamie, Kolumbii, Wenezueli, Ekwadorze, Gujanie, Surinamie, Gujanie Francuskiej, Brazylii, Peru, Boliwii, Paragwaju, Urugwaju i Argentynie.

## Systematyka

### Etymologia
- Amphisbaena: gr. αμφις amphis „z obydwu stron, po obu stronach”[14]; βαινω bainō „chodzić, kroczyć”[15].
- Anops: gr. negatywny przedrostek αν- an- „bez”[16]; ωψ ōps, ωπος ōpos „oczy”[17]. Gatunek typowy: Anops kingi Bell, 1833.
- Glyptoderma: gr. γλυπτης gluptēs „rzeźbiony”[18]; δερμα derma, δερματος dermatos „skóra”[19]. Gatunek typowy: Amphisbaena vermicularis Wagler, 1824.
- Typhloblanus: τυφλος tuphlos „ślepy”[20]; rodzaj Blanus Wagler, 1830. Gatunek typowy: Amphisbaena caeca Cuvier, 1829.
- Sarea: J.E. Gray nie wyjaśnił etymologii nazwy rodzajowej[5]. Gatunek typowy: Amphisbaena caeca Cuvier, 1829.
- Diphalus: gr. δι di „dwa”[21]; φαλος phalos „pałąk”[22]. Gatunek typowy: Diphalus fenestratus Cope, 1861.
- Bronia: J.E. Gray nie wyjaśnił etymologii nazwy rodzajowej[5]. Gatunek typowy: Bronia brasiliana J.E. Gray, 1865.
- Aporarchus: gr. negatywny przedrostek α- a- „bez”[16]; πορος poros „pory, kanaliki”[23]; αρχος arkhos „odbyt”[24]. Gatunek typowy: Aporarchus prunicolor Cope, 1885.
- Aulura: gr. αυλαξ aulax, αυλακος aulakos „bruzda, rowek”[25]; ουρα oura „ogon”[26]. Gatunek typowy: Aulura anomala Barbour, 1914.
- Anopsibaena: zbitka wyrazowa nazw rodzajów: Anops Bell, 1833 oraz Amphisbaena Linnaeus, 1758[10]. Gatunek typowy: Anops kingi Bell, 1833.
- Cercolophia: gr. κερκος kerkos „ogon”; λοφιον lophion „mały czub, grzebień”, od zdrobnienia λοφος lophos „czub, grzebień”[11]. Gatunek typowy: Amphisbaena borelli Peracca, 1897.

### Podział systematyczny
Do rodzaju należą następujące gatunki:

- Amphisbaena absaberi (Strüssman & Carvalho, 2001)
- Amphisbaena acangaoba Ribeiro, Gomides & Costa, 2020
- Amphisbaena acrobeles (Ribeiro, Castro-Mello & Nogueira, 2009)
- Amphisbaena alba Linnaeus, 1758
- Amphisbaena albocingulata Boettger, 1885
- Amphisbaena amethysta Ribeiro, Santos Jr, Martins, Oliveira, Graboski, da Silveira, Benício, Vaz-Silva, 2024
- Amphisbaena anaemariae Vanzolini, 1997
- Amphisbaena angustifrons Cope, 1861
- Amphisbaena anomala (Barbour, 1914)
- Amphisbaena arda Rodrigues, 2003
- Amphisbaena arenaria Vanzolini, 1991
- Amphisbaena arenicola Perez & Borges-Martins, 2019
- Amphisbaena bahiana Vanzolini, 1964
- Amphisbaena bakeri Stejneger, 1904
- Amphisbaena barbouri Gans & Alexander, 1962
- Amphisbaena bedai (Vanzolini, 1991)
- Amphisbaena bilabialata (Stimson, 1972)
- Amphisbaena bolivica Mertens, 1929
- Amphisbaena borelli Peracca, 1897
- Amphisbaena brasiliana (Gray, 1865)
- Amphisbaena brevis Strüssmann & Mott, 2009
- Amphisbaena caeca Cuvier, 1829
- Amphisbaena caetitensis Almeida, Freitas, Silva, Costa-Valverde, Rodrigues, Pires & Mott, 2018
- Amphisbaena caiari Teixeira Jr, Dal Vechio, Neto & Rodrigues, 2014
- Amphisbaena camura Cope, 1862
- Amphisbaena carlgansi Thomas & Hedges, 1998
- Amphisbaena carli Pinna, Mendonça, Bocchiglieri & Fernandes, 2010
- Amphisbaena carvalhoi Gans, 1965
- Amphisbaena caudalis Cochran, 1928
- Amphisbaena cayemite Thomas & Hedges, 2006
- Amphisbaena cegei Montero, Sáfadez, Álvarez, 1997
- Amphisbaena crisae Vanzolini, 1997
- Amphisbaena cubana Gundlach & Peters, 1879
- Amphisbaena cuiabana (Strüssman & Carvalho, 2001)
- Amphisbaena cunhai Hoogmoed & Avila, 1991
- Amphisbaena darwinii Duméril & Bibron, 1839
- Amphisbaena dubia Müller, 1924
- Amphisbaena elbakyanae Torres-Ramírez, Angarita-Sierra & Vargas-Ramírez, 2021
- Amphisbaena fenestrata (Cope, 1861)
- Amphisbaena filiformis Ribeiro, Gomes, Rodrigues da Silva, Cintra & da Silva, 2016
- Amphisbaena frontalis Vanzolini, 1991
- Amphisbaena fuliginosa Linnaeus, 1758 – amfisbena plamista
- Amphisbaena gonavensis Gans & Alexander, 1962
- Amphisbaena gracilis Strauch, 1881
- Amphisbaena hastata Vanzolini, 1991
- Amphisbaena heathi Schmidt, 1936
- Amphisbaena hiata Montero & Céspedez, 2002
- Amphisbaena hogei Vanzolini, 1950
- Amphisbaena hoogmoedi Oliveira, Vaz-Silva, Santos-Jr, Graboski, Teixeira Jr, Dal Vechio & Ribeiro, 2018
- Amphisbaena hyporissor Thomas, 1965
- Amphisbaena ignatiana Vanzolini, 1991
- Amphisbaena innocens Weinland, 1863
- Amphisbaena kingii (Bell, 1833)
- Amphisbaena kiriri Ribeiro, Gomides & Costa, 2018
- Amphisbaena kraoh (Vanzolini, 1971)
- Amphisbaena leali Thomas & Hedges, 2006
- Amphisbaena leeseri Gans, 1964
- Amphisbaena leucocephala Peters, 1878
- Amphisbaena littoralis Roberto, Brito & Ávila, 2014
- Amphisbaena longinqua Texeira Junior, Dal Vechio, Recoder, Cassimiro, Sena & Rodrigues, 2019
- Amphisbaena manni Barbour, 1914
- Amphisbaena maranhensis Gomes & Maciel, 2012
- Amphisbaena mebengokre Ribeiro, Sá, Santos Jr, Graboski, Zaher, Guedes, Andrade & Vaz-Silva, 2019
- Amphisbaena medemi Gans & Mathers, 1977
- Amphisbaena mertensii Strauch, 1881
- Amphisbaena metallurga Costa, Resende, Teixeira, Vechio & Clemente, 2015
- Amphisbaena miringoera Vanzolini, 1971
- Amphisbaena mitchelli Procter, 1923
- Amphisbaena mongoyo Texeira Junior, Dal Vechio, Recoder, Cassimiro, Sena & Rodrigues, 2019
- Amphisbaena munoai Klappenbach, 1960
- Amphisbaena myersi Hoogmoed, 1989
- Amphisbaena nana Perez & Borges-Martins, 2019
- Amphisbaena neglecta Dunn & Piatt, 1936
- Amphisbaena nigricauda Gans, 1966
- Amphisbaena occidentalis Cope, 1875
- Amphisbaena pericensis Noble, 1921
- Amphisbaena persephone Pinna, Mendonça, Bocchiglieri & Fernandes, 2014
- Amphisbaena plumbea Gray, 1872
- Amphisbaena polygrammica Werner, 1901
- Amphisbaena pretrei Duméril & Bibron, 1839
- Amphisbaena prunicolor (Cope, 1885)
- Amphisbaena ridleyi Boulenger, 1890
- Amphisbaena roberti Gans, 1964
- Amphisbaena rozei Lancini, 1963
- Amphisbaena sanctaeritae Vanzolini, 1994
- Amphisbaena saxosa (Castro-Mello, 2003)
- Amphisbaena schmidti Gans, 1964
- Amphisbaena silvestrii Boulenger, 1902
- Amphisbaena slateri Boulenger, 1907
- Amphisbaena slevini Schmidt, 1936
- Amphisbaena spurrelli Boulenger, 1915
- Amphisbaena steindachneri Strauch, 1881
- Amphisbaena stejnegeri Ruthven, 1922
- Amphisbaena supernumeraria Mott, Rodrigues & dos Santos, 2009
- Amphisbaena talisiae Vanzolini, 1995
- Amphisbaena tiaraju Perez & Borges-Martins, 2019
- Amphisbaena townsendi Stejneger, 1911
- Amphisbaena tragorrhectes Vanzolini, 1971
- Amphisbaena uroxena Mott, Rodrigues, de Freitas & Silva, 2008
- Amphisbaena vanzolinii Gans, 1963
- Amphisbaena vermicularis Wagler, 1824
- Amphisbaena xera Thomas, 1966